# Велика Иванча
Велика Иванча је насеље у Градској општини Младеновац у Граду Београду. Према попису из 2022. било је 1271 становника.

## Географски положај
Велика Иванча се налази југозападно од вароши Младеноваца, на југоисточним падинама планине Космај. Заузима простор од 3.226 хектара од чега је обрадивих површина 2.520 хектара, док је преостали део под шумама или необрађеним површинама.
Клима је карактеристична шумадијска, умерено-континентална, са доста атмосферских падавина и високим летњим температурама (39С). Јесен се често продужује до децембра, блага је и влажна и погодује земљорадњи и воћарству.
Велика Иванча је на удару северног и југоисточног ветра, који понекад достиже брзину и до 100 km/ч. Вертикална струјања ваздуха су слаповита, па чак и олујног карактера.
Од рудног богатства важно је напоменути да постоје завидне залихе угља лигнита који је некада експлоатисан у засеоку Рудник-Турчић, али се са тим престало половином прошлог века. Такође су евидентиране и наслаге квалитетне глине, која се користи у керамичкој производњи, али до експлоатације никада није дошло.
Кроз село протиче једна река и неколико мањих потока који су сиромашни водом, јер су њихови извори каптирани за водоводе. Међутим, неретко се дешава да за време великих атмосферских падавина и топљења снега, плављењем изазову штете на пољопривредним имањима. Највећа је река Бесна (која протиче кроз центар села), затим потоци као што су: Сленичар, Стублић, Турчић, Мали и Велики Луг и сви се уливају у реку Милатовицу.
У долини реке Бесне (која долази са Космаја) су школа, црква, земљорадничка задруга, механе, дућани и неколико кућа.
Село је разбијеног типа. У знатном броју поједине породице одлазе на своја имања изван села и њихових кућа има чак до Трнова Брда, Човке, Боришинца и преко потока Слинчара.
Конфигурација терена, имајући у виду близину Космаја, креће се од благо валовитог до брдовитог. Надморска висина терена на коме се село налази, је у просеку од 150-300 метара. Структура земљишта се креће од врло плодног, у равници поред река и потока, до мање плодног, на коме успевају само шуме, пре свега — букве, храста и јасена — што и опредељује занимање мештана у селу.

## Делови села
Делови сеоска атара су: Водице, Врановац,Јендек,  Горица,Јасење, Клење, Крушик, Пржевина, Турчић, Ћуковац, Беле Воде,Друм, Добре Воде, Конопљиште, Купиновац, Караула, Метаљка, Мрамор, Мрчевица, Орујица , Прокоп, Нерезине, Сикиљевац, Велике Ливаде, Ђерам, Ковачице, Леска, Липар, Црвени Поток и Равни Луг.

## Порекло становништва
Милановићи се сматрају за најстарији род. Славе Аранђеловдан. Ни најстарији људи од Милановића не знају ништа о свом пореклу.
Стари род непознатог порекла су и:
- Чојановићи (Милојевићи, Пауновићи, Јешићи, Вујичићи, Тошаковићи и Милошевићи), славе Алимпијевдан. Чојановићима их зову због тога што су први понели чојано (чохано) одело.
- Максимовићи (Шиљићи), славе Аранђеловдан, не знају за своје порекло.
- Степићи (Бабићи, Ристићи, Пантелићи, Марковићи, Митровићи, Јокићи, Николићи и Петровићи), славе Јовањдан. Човек од 87 година не зна одакле су старином, прича да су за време Турака „бежали у Немачку“.
- Терзићи (Тодоровићи), славе Игњатијевдан, су стари род и не знају за своје порекло.
- Маринковићи (Милојевићи, Јанковићи, Гачићи, Милошевићи, Урошевићи, Јеленићи, Игњатовићи, Радовановићи, Милосављевићи и Арсићи), славе Гавриловдан, 6. септембар по старом календару. Сви воде порекло од три брата, који су дошли из Бијелог Поља у Полимљу. Два брата се настане на левој а трећи на десној страни Бесне.
- Аврамовићи (Јанковићи, Матејићи, Радосављевићи, Павловићи, Ђорђевићи, Симићи, Јовановићи и Алексићи), славе Митровдан. Прадед Аврам је, пре Првог Устанка дошао из Бијелог Поља у Полимљу. Велемуге у Белом Пољу (Гружа) су им род.
- Бугарчићи (Јовановићи), славе Митровдан. Прадед Јован се доселио из „Бугарске“.
- Миловановићи (Мијаиловићи), славе Јовањдан, доселили су се из Дрлупе где су им род Љубичићи.
- Богдановићи, славе Михољдан. За њих кажу да су „Бошњаци“.
- Јанковићи (Павловићи, Илићи, Николићи, Деспотовићи, Недићи, Петровићи, Костадиновићи и Миловановићи), славе Марковдан. Њихови стари су дошли са Косова. У Азањи имају рођаке – Анђелковиће.
- Чумићи, славе Томиндан. Деда човеку од 70 година дошао из Доње Трешњевице (Јасеница) где су им род Чумићи. Чумићи су у Доњу Трешњевицу дошли из Чајетине – златиборски срез.
- Мијаиловићи, славе Јовањдан. Дошли из Рамића код Груже.
- Павловићи, су дошли из Кораћице, славе Никољдан.
- Марковићи су Цигани, ковачи, не каже се коју славу славе.

Непознатог порекла су:
- Тошићи;
- Милошевићи;
- Петровићи;
- Костадиновићи;
- Урошевићи;
- Ивановићи и;
- Живковићи, сви славе Ђурђевдан.
- Ранковићи;
- Милојичићи;
- Бинићи;
- Јовановићи и;
- Милојковићи, сви славе Никољдан.

## Историја
О старости села се не може готово ништа поуздано рећи, а и предање о томе није очувано. Зна се да је за време Турака у селу становао спахија, у близини данашњег гробља је Гумниште, где су за време Турака врли спахиско жито.
Велика Иванча је улазила у састав Вићентијеве Кнежевине и први пут помиње у турским пописима из 1528, 1530, 1536. и 1560. године, са насељима: Бесна, Сланичар и Турчић. Прве податке о величини Иванче имамо из почетка 19. века. У арачким списковима помиње се Иванча. Године 1818. у селу је било 62, а 1822. г. 68 кућа(М. Петровић, пом. дело, стр. 480 и 660). Године 1846. Иванча је припадала космајском срезу и имала је 108 кућа са 2355 становника, а 1921. год. 448 кућа (пом. претходни резултати с. 42).
За најстарију породицу у селу сматрају се Миловановићи 9к. (слава Арханђеловдан). Најстарији људи од Милановића не знају ништа о свом пореклу. Старе породице, непознатог порекла, су и Чојановићи, данас имају разна презименима (Милојевићи, Пауновићи, Јешићи, Вујичићи, Тошаковићи, Милошевићи)5о кућа, слава Св. Алимпије; Максимовићи (Шиљићи) 9к. слава Арханђеловдан; Степићи (Бабићи, Ристићи, Пантелићи, Марковићи, Митровићи, Јокићи, Николићи, Петровићи) 78.к., слава Св. Јован и Терзићи (Тодоровићи) 27.к., слава Св. Игњат. Маринковићи (Милојевићи, Јанковићи, Гачићи, Милошевићи, Урошевићи, Јеленићи, Игњатовићи, Радовановићи, Милосављевићи, Арсићи) 70.к., сви воде порекло од три брата који су дошли од Бијелог Поља у Полимљу. Два се брата настане на левој а трећи на десној обали Бесне. Аврамовићи (Јанковићи, Матејићи, Радосављевићи, Павловићи, Ђорђевићи, Симићи, Јовановићи, Алексићи) 67.к., слава Митровдан, порекло Бијело Поље у Полимљу одакле је дошао прадеда Аврам пре Првог Устанка. Бугарчићи (Јовановићи) 10.к., слава Митровдан (прадеда Јован дошао из "Бугарске"). Миловановићи (Мијаиловићи) 12.к., слава Св. Јован, дошли из Дрлупе, где су им род Љубичићи. Богдановићи 11.к., слава Михољдан, су "Бошњаци". Јанковићи (Павловићи, Илићи, Николићи, Недићи, Петровићи, Костадиновићи, Миловановићи) 56.к., слава Марковдан, досељени са Косова. У Азањи имају рођаке (Анђелковићи). Чумићи 4.к., слава Св. Тома, пореклом из Доње Трешњевице (Јасеница), где су им род Чумићи досељени из Чајетине (златиборски округ). Мијаилович 1.к., слава Св. Јован, досељен из Рамаће (Гружа). Павловићи 2.к., слава Св. Никола, дошчи из Кораћице. Марковићи 4.к. су Цигани ковачи. Непознатог су порекла Тошићи, Милошевићи, Петровићи, Костадиновићи, Урошевићи, Ивановићи, Живковићи, 21.к., слава Ђурђевдан и Ранковићи, Милојичићи, Банићи, Јовановићи, Милојковићи 13.к., слава Св. Никола.(Подаци датирају од 1718-1925.
У Великој Иванчи је рођен песник Милорад Петровић Сељанчица (1875—1921), познат по песмама Јесен стиже дуњо моја, Не лудуј лело чуће те село, Чини се чини, Све док је твога благог ока, На сред земље Србије и другим.
Овде се 2013. године догодило Масовно убиство у Великој Иванчи.

## Образовање
Прва школа основана је у Иванчи око 1846. године. Село има основну школу која је у саставу ОШ „Коста Ђукић“ из Младеновца, а раније  је била самостална под именом „Сретен Ломић“, и две школе за ниже разреде на Руднику и Ливадама, од којих на Руднику сада служи за децу предшколског узраста.Стара школа у швајцарском стилу која је изграђена 1906. године, а има и неких индиција и 1903. године, на иницијативу омладине овог села биће заштићена.

## Демографија
У насељу Велика Иванча живи 1467 пунолетних становника, а просечна старост становништва износи 43,1 година (42,2 код мушкараца и 44,0 код жена). У насељу има 564 домаћинства, а просечан број чланова по домаћинству је 3,18.
Ово насеље је у великим делом насељено Србима (према попису из 2002. године), а у последња три пописа, примећен је пад у броју становника.
|  |

| Демографија | Демографија | Демографија |
| Година      | Становника  | Становника  |
| ----------- | ----------- | ----------- |
| 1948.       | 2.896       |             |
| 1953.       | 3.053       |             |
| 1961.       | 2.874       |             |
| 1971.       | 2.443       |             |
| 1981.       | 2.223       |             |
| 1991.       | 2.073       | 1.991       |
| 2002.       | 1.796       | 1.878       |

| Етнички састав према попису из 2002.‍ | Етнички састав према попису из 2002.‍ | Етнички састав према попису из 2002.‍ | Етнички састав према попису из 2002.‍ | Етнички састав према попису из 2002.‍ |
| ------------------------------------ | ------------------------------------ | ------------------------------------ | ------------------------------------ | ------------------------------------ |
|                                      |                                      |                                      |                                      |                                      |
| Срби                                 | Срби                                 |                                      | 1.787                                | 99,49%                               |
| Хрвати                               | Хрвати                               |                                      | 3                                    | 0,16%                                |
| Црногорци                            | Црногорци                            |                                      | 2                                    | 0,11%                                |
| Чеси                                 | Чеси                                 |                                      | 1                                    | 0,05%                                |
| Мађари                               | Мађари                               |                                      | 1                                    | 0,05%                                |
| Македонци                            | Македонци                            |                                      | 1                                    | 0,05%                                |
| Југословени                          | Југословени                          |                                      | 1                                    | 0,05%                                |
| непознато                            | непознато                            |                                      | 0                                    | 0,0%                                 |

| \| \| м \| \| \| ж \| \| ? \| 8 \| \| \| 3 \| \| 80+ \| 17 \| \| \| 28 \| \| 75—79 \| 38 \| \| \| 47 \| \| 70—74 \| 70 \| \| \| 90 \| \| 65—69 \| 49 \| \| \| 68 \| \| 60—64 \| 42 \| \| \| 61 \| \| 55—59 \| 46 \| \| \| 38 \| \| 50—54 \| 74 \| \| \| 57 \| \| 45—49 \| 85 \| \| \| 73 \| \| 40—44 \| 69 \| \| \| 52 \| \| 35—39 \| 42 \| \| \| 55 \| \| 30—34 \| 62 \| \| \| 43 \| \| 25—29 \| 56 \| \| \| 54 \| \| 20—24 \| 49 \| \| \| 47 \| \| 15—19 \| 53 \| \| \| 52 \| \| 10—14 \| 46 \| \| \| 53 \| \| 5—9 \| 52 \| \| \| 52 \| \| 0—4 \| 30 \| \| \| 35 \| \| Просек : \| 42,2 \| \| \| 44,0 \| |      |  |  |      |
| |      |  |  |      |
| | м    |  |  | ж    |
| ? | 8    |  |  | 3    |
| 80+ | 17   |  |  | 28   |
| 75—79 | 38   |  |  | 47   |
| 70—74 | 70   |  |  | 90   |
| 65—69 | 49   |  |  | 68   |
| 60—64 | 42   |  |  | 61   |
| 55—59 | 46   |  |  | 38   |
| 50—54 | 74   |  |  | 57   |
| 45—49 | 85   |  |  | 73   |
| 40—44 | 69   |  |  | 52   |
| 35—39 | 42   |  |  | 55   |
| 30—34 | 62   |  |  | 43   |
| 25—29 | 56   |  |  | 54   |
| 20—24 | 49   |  |  | 47   |
| 15—19 | 53   |  |  | 52   |
| 10—14 | 46   |  |  | 53   |
| 5—9 | 52   |  |  | 52   |
| 0—4 | 30   |  |  | 35   |
| Просек : | 42,2 |  |  | 44,0 |

| Година пописа     | 1948. | 1953. | 1961. | 1971. | 1981. | 1991. | 2002. |
| ----------------- | ----- | ----- | ----- | ----- | ----- | ----- | ----- |
| Број домаћинстава | 626   | 621   | 645   | 611   | 597   | 569   | 564   |

| Број чланова      | 1   | 2   | 3  | 4  | 5  | 6  | 7  | 8 | 9 | 10 и више | Просек |
| ----------------- | --- | --- | -- | -- | -- | -- | -- | - | - | --------- | ------ |
| Број домаћинстава | 129 | 130 | 75 | 83 | 66 | 55 | 20 | 4 | 2 | 0         | 3,18   |

| Пол    | Укупно | Неожењен/Неудата | Ожењен/Удата | Удовац/Удовица | Разведен/Разведена | Непознато |
| ------ | ------ | ---------------- | ------------ | -------------- | ------------------ | --------- |
| Мушки  | 760    | 193              | 482          | 61             | 22                 | 2         |
| Женски | 768    | 98               | 482          | 177            | 10                 | 1         |
| УКУПНО | 1.528  | 291              | 964          | 238            | 32                 | 3         |

| Пол    | Укупно                    | Пољопривреда, лов и шумарство | Рибарство                            | Вађење руде и камена | Прерађивачка индустрија       |
| ------ | ------------------------- | ----------------------------- | ------------------------------------ | -------------------- | ----------------------------- |
| Мушки  | 426                       | 153                           | 0                                    | 11                   | 158                           |
| Женски | 223                       | 99                            | 0                                    | 0                    | 45                            |
| Укупно | 649                       | 252                           | 0                                    | 11                   | 203                           |
|        |                           |                               |                                      |                      |                               |
| Пол    | Производња и снабдевање   | Грађевинарство                | Трговина                             | Хотели и ресторани   | Саобраћај, складиштење и везе |
| Мушки  | 13                        | 15                            | 26                                   | 2                    | 18                            |
| Женски | 0                         | 0                             | 23                                   | 2                    | 2                             |
| Укупно | 13                        | 15                            | 49                                   | 4                    | 20                            |
|        |                           |                               |                                      |                      |                               |
| Пол    | Финансијско посредовање   | Некретнине                    | Државна управа и одбрана             | Образовање           | Здравствени и социјални рад   |
| Мушки  | 0                         | 4                             | 10                                   | 3                    | 9                             |
| Женски | 0                         | 4                             | 2                                    | 15                   | 28                            |
| Укупно | 0                         | 8                             | 12                                   | 18                   | 37                            |
|        |                           |                               |                                      |                      |                               |
| Пол    | Остале услужне активности | Приватна домаћинства          | Екстериторијалне организације и тела | Непознато            | Непознато                     |
| Мушки  | 0                         | 0                             | 0                                    | 4                    | 4                             |
| Женски | 3                         | 0                             | 0                                    | 0                    | 0                             |
| Укупно | 3                         | 0                             | 0                                    | 4                    | 4                             |